# Jakub Štancl
Jakub Štancl (* 10. dubna 2005 Praha) je český hokejový útočník a mládežnický reprezentant, hrající za Kelowna Rockets ve WHL.

## Život
S hokejem začínal v HC Slavia Praha, ale v juniorských kategoriích pokračoval ve Švédsku v klubu Växjö Lakers HC. V roce 2023 byl draftován jako číslo 104 týmem St. Louis Blues.

## Reprezentační kariéra
Štancl reprezentoval v roce 2024 Česko na Mistrovství světa juniorů v ledním hokeji, kde v sedmi zápasech zaznamenal čtyři góly a dvě asistence. S týmem získal bronzové medaile.